# Renée Zellweger
Renée Zellweger, tên thật Renée Kathleen Zellweger (sinh ngày 25 tháng 4 năm 1969) là một nữ diễn viên, nhà sản xuất phim người Mỹ. Cô là một trong số ít nữ diễn viên Hollywood đã đạt được 2 giải Oscar cho hạng mục nữ diễn viên chính và phụ xuất sắc nhất lần lượt với phim Cold Mountain năm 2004 và Judy năm 2019.

## Tiểu sử
Renée Zellweger sinh ngày 25 tháng 4 năm 1969 tại Katy, một thành phố gần Houston, Texas trong một gia đình nhập cư tới Mỹ vào những năm 1960. Cha của cô, Emil Zellweger kỹ sư người Thụy Sĩ và mẹ cô Renée Kjellfrid Zellweger là một y tá người Na Uy gốc Sami. Renée Zellweger còn có một người anh là Drew Zellweger, hơn cô hai tuổi.
Từ khi học trung học, Renée Zellweger đã khám phá niềm đam mê sân khấu của mình. Sau đó cô theo học tại đại học Austin bang Texas và nhận bằng về Phát thanh Truyền hình Phim vào năm 1991. Cũng trong thời gian đó, cô còn theo học những cua về nghệ thuật sân khấu và kịch.
Năm 1993, vào tuổi 24, sau khi tham gia vài vai nhỏ trong các sê ri truyền hình của Texas, cô giành được một vai nhỏ trong bộ phim điện ảnh My Boyfriend's Back của Bob Balaban. Năm 1994, Renée Zellweger diễn xuất trong Massacre phần 5 của Kim Henkel với Matthew McConaughey, một người bạn học của cô. Matthew McConaughey trong vai một kẻ giết người hàng loạt, còn Renée Zellweger là nạn nhân.
Sau đó Renée Zellweger tham gia Reality Bites bên cạnh Winona Ryder, Ethan Hawke trong Love and a 45. Diễn xuất thành công của cô trong bộ phim này đã đem lại một đề cử diễn viên nữ triển vọng trong giải Independent's Spirit Awards.
Năm 1996, Renée Zellweger giành được vai diễn lớn đầu tiên ở Hollywood trong Jerry Maguire của Cameron Crowe. Năm 2000, cô diễn xuất trong My, Myself & Irene bên cạnh Jim Carrey.
Năm 2001, Renée Zellweger thực sự trở thành ngôi sao nổi tiếng sau vai diễn Bridget Jones trong phim Nhật ký tiểu thư Jones (Bridget Jones's Diary) bên cạnh Colin Firth và Hugh Grant. Với vai một cô gái London độc thân, mỏng manh và lãng mạn, Renée Zellweger giành được đề cử giải Oscar cho diễn viên chính xuất sắc nhất.
Năm 2003, Renée Zellweger thủ vai nữ chính trong bộ phim ca nhạc nổi tiếng Chicago bên cạnh Richard Gere và Catherine Zeta-Jones. Đề của giải Oscar cho vai diễn của cô không thành công, nhưng Chicago đã giành được 6 giải quan trọng khác.
Năm 2004, với vai diễn trong Cold Mountain bên cạnh Nicole Kidman, Renée Zellweger đã đoạt giải Oscar cho nữ diễn viên phụ xuất sắc nhất.
Năm 2020, cô tiếp tục đoạt giải Oscar cho nữ diễn viên chính xuất sắc nhất cho vai diễn Judy trong bộ phim cùng tên.

## Giải thưởng
Oscar
- Best Actress in a Supporting Role Cold Mountain (2004)
- Best Actress in a Leading Role Judy (2019)

Quả cầu vàng
- Best Performance by an Actress-Comedy/Musical Nurse Betty (2001)
- Best Performance by an Actress-Comedy/Musical Chicago (2003)
- Best Performance by a Supporting Actress in a Motion Picture Cold Mountain (2004)
- Best Performance by an Actress-Drama Judy (2019)

Screen Actors Guild:
- Best Performance by a Motion Picture Cast Chicago (2003)
- Best Performance by a Female Actor in Leading Role Chicago (2003)
- Best Performance by a Female Actor in a Supporting Role Cold Mountain (2004)
- Best Performance by a Female Actor in Leading Role Judy (2019)

BAFTA:
- Best Performance by a Supporting Actress Cold Mountain (2004)
- Best Performance by a Leading Actress Judy (2019)

### Đề cử
Oscar
- Best Actress in a Leading Role Bridget Jones's Diary (2002)
- Best Actress in a Leading Role Chicago (2003)

Quả cầu vàng
- Best Performance by an Actress-Comedy/Musical Bridget Jones's Diary (2002)
- Best Performance by an Actress-Comedy/Musical Bridget Jones: The Edge of Reason (2005)
- Best Performance by an Actress-Comedy/Musical Miss Potter (2006)

Screen Actors Guild:
- Best Performance by a Female Actor in a Supporting Role Jerry Maguire (1997)
- Best Performance by a Female Actor in Leading Role Bridget Jones's Diary (2002)

BAFTA
- Best Performance by an Actress in a Leading Role Bridget Jones's Diary (2002)
- Best Performance by an Actress in a Leading Role Chicago (2003)

## Các phim tham gia
- Murder in the Heartland (1993)
- My Boyfriend's Back (1993)
- 8 Seconds (1994)
- Love and a.45 (1994)
- Texas Chainsaw Massacre: The Next Generation (1994)
- Shake, Rattle and Rock! (1994)
- Empire Records (1995)
- The Low Life (1995)
- The Whole Wide World (1996)
- Jerry Maguire (1996)
- Deceiver (1997)
- A Price Above Rubies (1998)
- One True Thing (1998)
- The Bachelor (1999)
- Nurse Betty (2000)
- Me, Myself & Irene (2000)
- Nhật ký tiểu thư Jones (2001)
- White Oleander (2002)
- Chicago (2002)
- Down with Love (2003)
- Cold Mountain (2003)
- Shark Tale (2004) (lồng tiếng)
- Tiểu thư Jones: Khía cạnh của lý do (2004)
- Cinderella Man (2005)
- Miss Potter (2006)
- Leatherheads (2007)
- Ong vàng phiêu lưu ký (2007) (lồng tiếng)
- Appaloosa (2008)
- My One And Only (2009)
- Monsters vs Aliens (2009)
- Case 39 (2009)
- New In Town (2009)
- My own Song (2010)
- Nhóc tì của tiểu thư Jones (2016)
- The Whole Truth (2016)
- Same Kind of Different as Me (2017)
- Here and Now (2018)
- Judy (2019)